# Appleby Magna North
Appleby Magna North var en civil parish 1889–1898 när det uppgick i Appleby Magna, i grevskapet Leicestershire, i England. Civil parish var belägen 11 km från Coalville och hade 372 invånare år 1891.